# Beth Anders
Elizabeth „Beth“ Anders (* 13. November 1951 in Norristown, Pennsylvania) ist eine ehemalige Hockeyspielerin aus den Vereinigten Staaten. Sie gewann 1984 eine olympische Bronzemedaille.

## Karriere
Beth Anders spielte am Ursinus College Hockey, Lacrosse und Squash. Von 1969 bis 1984 spielte sie in über 100 Länderspielen für die Hockey-Nationalmannschaft und erzielte über 100 Tore. Sie stand im Aufgebot für die Olympischen Spiele 1980 in Moskau, das wegen des Olympiaboykotts nicht starten durfte.
Vier Jahre später trat sie bei den Olympischen Spielen 1984 in Los Angeles an. Dort trafen in der Gruppenphase alle sechs teilnehmenden Teams aufeinander. Es siegten die Niederländerinnen vor den Deutschen. Dahinter lagen die Mannschaft der Vereinigten Staaten, die Australierinnen und die Kanadierinnen punktgleich. Während die Kanadierinnen ein negatives Torverhältnis hatten, lagen auch hier das US-Team und die Australierinnen gleichauf. Die beiden Teams trugen deshalb 15 Minuten nach dem Ende des letzten Spiels ein Siebenmeterschießen um die Bronzemedaille aus, das die Amerikanerinnen mit 10:5 gewannen. Beth Anders gehörte zu den fünf Spielerinnen, die das Siebenmeterschießen für die USA entschieden. Mit acht erzielten Treffern ohne das Siebenmeterschießen war Beth Anders Torschützenkönigin des olympischen Turniers, sie erzielte acht der neun Treffer des US-Teams.
Nach ihrer Graduierung wurde Beth Anders Trainerin. Von 1980 bis 2012 war sie Cheftrainerin an der Old Dominion University, das von ihr betreute Team gewann neunmal die NCAA Division I Championship. 1985, 1990 bis 1993 und 2003 war sie zudem Trainerin der amerikanischen Nationalmannschaft. 1991 gewann ihr Team Bronze bei den Panamerikanischen Spielen.